# Front Nacional Revolucionari Tiwa
El Front Nacional Revolucionari Tiwa (Tiwa National Revolutionary Front, TNRF) és una organització armada de l'ètnia lalung d'Assam.
Es va fundar el 1996 al districte de Nagaon a Assam, amb l'objectiu de crear un estat tiwa independent (Tiwa Land). El president és Bhogeswar Bordoloi.
Està aliat amb el Consell Nacional Socialista de Nagalim, els Voluntaris Nacionals Karbi i l'Organització d'Alliberament de Kamtapur. Els seus campaments són al districte de Morigaon, al costat de Nagaon, que són les seves àrees d'operacions.